# Sífutás az 1972. évi téli olimpiai játékokon
Az 1972. évi téli olimpiai játékokon a sífutás versenyszámait Szapporóban rendezték február 4. és 12. között.

## Részt vevő nemzetek
A versenyeken 19 nemzet 152 sportolója vett részt.
- Ausztria
- Bulgária
- Csehszlovákia
- Egyesült Államok
- Finnország
- Franciaország
- Japán
- Kanada
- Lengyelország
- Mongólia
- Nagy-Britannia
- NDK
- NSZK
- Norvégia
- Olaszország
- Svájc
- Svédország
- Szovjetunió
- Kínai Köztársaság

## Éremtáblázat
(Az egyes számoszlopok legmagasabb értéke, vagy értékei vastagítással kiemelve.)
| Az 1972. évi téli olimpiai játékok éremtáblázata sífutásban | Az 1972. évi téli olimpiai játékok éremtáblázata sífutásban | Az 1972. évi téli olimpiai játékok éremtáblázata sífutásban | Az 1972. évi téli olimpiai játékok éremtáblázata sífutásban | Az 1972. évi téli olimpiai játékok éremtáblázata sífutásban | Olimpia  |
| ----------------------------------------------------------- | ----------------------------------------------------------- | ----------------------------------------------------------- | ----------------------------------------------------------- | ----------------------------------------------------------- | -------- |
|                                                             | Ország                                                      | Arany                                                       | Ezüst                                                       | Bronz                                                       | Összesen |
| 1.                                                          | Szovjetunió (URS)                                           | 5                                                           | 2                                                           | 1                                                           | 8        |
| 2.                                                          | Norvégia (NOR)                                              | 1                                                           | 3                                                           | 3                                                           | 7        |
| 3.                                                          | Svédország (SWE)                                            | 1                                                           | 0                                                           | 0                                                           | 1        |
|                                                             |                                                             |                                                             |                                                             |                                                             |          |
| 4.                                                          | Finnország (FIN)                                            | 0                                                           | 2                                                           | 1                                                           | 3        |
|                                                             |                                                             |                                                             |                                                             |                                                             |          |
| 5.                                                          | Csehszlovákia (TCH)                                         | 0                                                           | 0                                                           | 1                                                           | 1        |
| 5.                                                          | Svájc (SUI)                                                 | 0                                                           | 0                                                           | 1                                                           | 1        |
|                                                             |                                                             |                                                             |                                                             |                                                             |          |
| Összesen                                                    | Összesen                                                    | 7                                                           | 7                                                           | 7                                                           | 21       |

## Érmesek

### Férfi
| Az 1972. évi téli olimpiai játékok érmesei férfi sífutásban |                                                                                                  |            |                                                                       |            |                                                                         |            |
| Versenyszám                                                 | Arany                                                                                            | Arany      | Ezüst                                                                 | Ezüst      | Bronz                                                                   | Bronz      |
| 15 km                                                       | Sven-Åke Lundbäck · Svédország (SWE)                                                             | 45:28,24   | Fjodor Szimasev · Szovjetunió (URS)                                   | 46:00,84   | Ivar Formo · Norvégia (NOR)                                             | 46:02,68   |
| 30 km                                                       | Vjacseszlav Vegyenyin · Szovjetunió (URS)                                                        | 1:36:31,15 | Pål Tyldum · Norvégia (NOR)                                           | 1:37:25,30 | Johs Harviken · Norvégia (NOR)                                          | 1:37:32,44 |
| 50 km                                                       | Pål Tyldum · Norvégia (NOR)                                                                      | 2:43:14,75 | Magne Myrmo · Norvégia (NOR)                                          | 2:43:29,45 | Vjacseszlav Vegyenyin · Szovjetunió (URS)                               | 2:44:00,19 |
| 4 × 10 km, váltó                                            | Szovjetunió (URS) · Vlagyimir Voronkov · Jurij Szkobov · Fjodor Szimasev · Vjacseszlav Vegyenyin | 2:04:47,94 | Norvégia (NOR) · Oddvar Brå · Pål Tyldum · Ivar Formo · Johs Harviken | 2:04:57,06 | Svájc (SUI) · Alfred Kälin · Albert Giger · Alois Kälin · Eduard Hauser | 2:07:00,06 |

### Női
| Az 1972. évi téli olimpiai játékok érmesei női sífutásban |                                                                              |          |                                                                                          |          |                                                            |          |
| Versenyszám                                               | Arany                                                                        | Arany    | Ezüst                                                                                    | Ezüst    | Bronz                                                      | Bronz    |
| 5 km                                                      | Galina Kulakova · Szovjetunió (URS)                                          | 17:00,50 | Marjatta Kajosmaa · Finnország (FIN)                                                     | 17:05,50 | Helena Šikolová · Csehszlovákia (TCH)                      | 17:07,32 |
| 10 km                                                     | Galina Kulakova · Szovjetunió (URS)                                          | 34:17,82 | Alevtyina Oljunyina · Szovjetunió (URS)                                                  | 34:54,11 | Marjatta Kajosmaa · Finnország (FIN)                       | 34:56,45 |
| 3 × 5 km, váltó                                           | Szovjetunió (URS) · Ljubov Muhacsova · Alevtyina Oljunyina · Galina Kulakova | 48:16,15 | Finnország (FIN) · Helena Takalo-Kivioja · Hilkka Riihivuori-Kuntola · Marjatta Kajosmaa | 49:19,37 | Norvégia (NOR) · Inger Aufles · Aslaug Dahl · Berit Mørdre | 49:51,49 |